# Voit
Industrias Voit, S.A. de C.V. es una empresa mexicana dedicada a la fabricación de artículos deportivos radicada en la Ciudad de México desde 1959, aunque originalmente fue fundada en Worthington, Indiana, Estados Unidos en 1922. En 2015, se consolidó oficialmente en el mercado mexicano, gracias al fútbol.

## Historia
Fue fundada en 1922 en Worthington (Indiana) por William J. Voit.
En sus inicios era una industria pequeña, fabricante de balones para baloncesto y fútbol americano, bajo la denominación de W.J. Voit Corporation.
En 1927 fabricó su primer balón inflable, fabricado en molde con hule natural.
En 1929 se patentó la primera válvula con retención de aire en forma de aguja y se desarrolla un proceso de vulcanización que permite separar la cámara de la carcasa del balón.
1931 es el cambio de razón social bajo el nombre Voit Rubber Corporation.
En 1946 fallece Wiliam J. Voit y su hijo, Willard D. Voit, es elegido en nuevo presidente de la compañía.
Para 1970 se crea el primer Ski Acuático con fibra de carbón y centro de madera, al año siguiente 1971 se crea la tecnología Power Plugs que se incorpora a los palos de golf modificando su peso mediante tornillos intercambiables.
Voit fue pionero en fabricación de balones en colores distintos en los torneos de la Primera División. En la Apertura 2007, donde todos los juegos del mes de octubre, se utilizó un balón color rosa que tuvo como objetivo incentivar a las mujeres a hacerse chequeos de los senos para evitar posteriores problemas.
La campaña se repitió con el Legacy Victoria Rosa,igual en Apertura 2008 y en Apertura 2009.
Durante las jornadas 7, 8 y 9 del Apertura 2008, Voit saco un balón de color blanco, variando de sus antecesores amarillos, con un listón blanco y reborde gris. El objetivo fue crear conciencia en la Burocracia Mexicana para actuar en contra de la violencia en varias partes del territorio mexicano.
En 2022 la marca Voit lanza su primer balón termosellado llamado 1922 dejando después de 30 años los balones cosidos a mano para adaptarse a esta moderna tecnología.